# Sanne Verhagen
Sanne Verhagen (* 24. August 1992 in Best) ist eine niederländische Judoka. Sie war 2014 Weltmeisterschaftsdritte.

## Sportliche Karriere
Die 1,53 m große Sanne Verhagen kämpfte von 2006 bis 2008 in der Gewichtsklasse bis 48 Kilogramm. 2008 siegte sie bei den Kadetteneuropameisterschaften. 2009 und 2010 trat sie in der Gewichtsklasse bis 52 Kilogramm an. Seit 2011 kämpft sie im Leichtgewicht, der Gewichtsklasse bis 57 Kilogramm. 2011 wurde Verhagen Zweite der U20-Europameisterschaften und der Juniorenweltmeisterschaften. 2012 gewann sie die Silbermedaille bei den U23-Europameisterschaften. 
Bei den Europameisterschaften 2013 in Budapest verlor sie im Viertelfinale gegen die Russin Irina Sabludina. Nach einem Sieg in der Hoffnungsrunde verlor Verhagen den Kampf um eine Bronzemedaille gegen die Portugiesin Telma Monteiro. 2014 unterlag Verhagen im Viertelfinale der Weltmeisterschaften in Tscheljabinsk der Japanerin Nae Udaka. Mit Siegen über die Österreicherin Sabrina Filzmoser und die Mongolin Dordschsürengiin Sumjaa erkämpfte Verhagen eine Bronzemedaille. 2015 fanden die Europameisterschaften im Rahmen der Europaspiele 2015 in Baku statt. Verhagen verlor das Viertelfinale gegen Telma Monteiro. Nach einem Sieg über Sabrina Filzmoser unterlag sie im Kampf um Bronze Nora Gjakova aus dem Kosovo. Im Oktober 2015 gewann sie ihren ersten niederländischen Meistertitel. Bei den Olympischen Spielen 2016 in Rio de Janeiro verlor Verhagen im Achtelfinale gegen Dordschsürengiin Sumjaa.
2018 gewann Verhagen ihren zweiten niederländischen Meistertitel. 2019 wurden die Europameisterschaften wieder im Rahmen der Europaspiele 2019 ausgetragen, diesmal in Minsk. Verhagen unterlag im Viertelfinale der Russin Darja Meschezkaja. Nach einem Sieg über die Spanierin Jaione Equisoain verlor die Niederländerin den Kampf um Bronze gegen Telma Monteiro. Bei den Weltmeisterschaften in Tokio schied Verhagen im Achtelfinale gegen die Japanerin Tsukasa Yoshida aus. Auch bei den Europameisterschaften 2020 und den Weltmeisterschaften 2021 schied Verhagen jeweils im Achtelfinale aus. Bei den Olympischen Spielen in Tokio verlor sie im Achtelfinale gegen die spätere Olympiasiegerin Nora Gjakova.